# Um Rosto na Multidão
A Face in the Crowd (bra/prt: Um Rosto na Multidão ) é um filme estadunidense de 1957 dirigido por Elia Kazan com roteiro de Budd Schulberg, baseado em seu conto "Your Arkansas Traveler".
A história gira em torno de um andarilho chamado Larry "Lonesome" Rhodes, interpretado por Andy Griffith, que é descoberto por uma produtora de um programa de rádio, Patricia Neal, do nordeste do Arkansas.
O filme lançou ao estrelato Griffith, mas recebeu críticas boas e ruins no seu lançamento. Algumas décadas depois foi selecionado para preservação pelo National Film Registry dos Estados Unidos através da Biblioteca do Congresso sendo  considerado culturalmente, historicamente ou esteticamente significativo.

## Recepção da crítica
Após o seu lançamento original, Um Rosto na Multidão recebeu críticas divididas, dentre elas de Bosley Crowther, do The New York Times. Embora tenha aplaudido o desempenho de Griffith ("Mr. Griffith interpreta com vigor estrondoso ..."), ao mesmo tempo, ele sentiu que o personagem dominou o resto do elenco e da história. "Como consequência, o domínio do herói e seu impulso monstruoso ... eventualmente tornar-se um pouco monótono quando eles não são contrapostos". Segundo Crowther, Rhodes esta "muito divertido e valendo considerar sua  ascensão" , porém o final foi considerado "fútil".